# Okazaki Masamune
Okazaki Masamune (岡崎 正宗?), anche noto come Gorō Nyūdō Masamune (五郎入道正宗?, lett. "Sacerdote Gorō Masamune; 1264 – 1343) è stato un artigiano e fabbro giapponese, la cui mancanza di dati biografici certi rende la sua esistenza parte della leggenda associata alle sue spade.
Si ritiene che abbia operato nel periodo compreso fra il 1288 e il 1328. Costruiva spade, dette tachi in giapponese (le celebri katana entrarono in produzione nel periodo Sengoku), e pugnali, detti tantō, seguendo la tradizione Soshu. Si ritiene che abbia vissuto nella provincia di Sagami.
In suo onore viene consegnato il premio Masamune durante la Competizione tra forgiatori di spade del Giappone.
La Masamune è una tachi, nome dato in suo onore alle spade dei samurai (solo gli allievi che avevano già compiuto il quindicesimo anno di età potevano impugnarne una propria).
Le katana di Masamune sono spesso confuse con quelle di Muramasa, un altro forgiatore, erroneamente considerato suo allievo. Secondo diverse leggende le spade di Muramasa sono descritte come portatrici di sventure (il nome significa "pioggia di sangue"), mentre quelle di Masamune come portatrici di pace e serenità (il nome significa "essenza divina della giustizia eterna").

## Leggende
Una leggenda narra di una sfida fra Masamune e Muramasa per vedere chi dei due era in grado di costruire la spada più tagliente. Entrambi crearono due spade magnifiche e decisero di metterle alla prova: le due spade sarebbero state appese a una sporgenza sopra un fiume, con la punta della lama immersa nell'acqua. La spada di Muramasa, la Juuchi Fuyu (10 000 inverni) tagliò ogni cosa che incontrava (pesci, foglie, il vento). La spada di Masamune, invece, la Yawaraka-Te (mano delicata) non tagliò nulla: i pesci e le foglie passavano, e il vento soffiava dolcemente sulla sua lama. Dopo un po' Muramasa si innervosì con il suo maestro per il suo disinteresse, ma Masamune la tirò fuori dall'acqua, l'asciugò e la posò nel fodero, mentre Muramasa lo derideva. Intanto un monaco, che aveva osservato tutta la sfida, parlò ai due: "La prima spada è senza dubbio una spada tagliente, ma è portatrice di sangue, una spada malvagia che non fa differenza fra ciò che taglia. Può essere buona per tagliare farfalle così come teste. La seconda è notevolmente la più tagliente fra le due, e non taglia senza motivo ciò che è innocente".
Esistono numerose versioni della leggenda: ad esempio, una secondo cui la spada di Muramasa tagliava le foglie, mentre quella di Masamune le riuniva.
Secondo un'altra leggenda Muramasa e Masamune furono invocati per costruire spade per lo Shogun e le spade, una volta concluse, venivano appese ad una cascata. Secondo una variante di questa leggenda Muramasa fu ucciso per aver creato spade malvagie.
Infine un'altra leggenda narra di un fabbro rinomato per la sua fama di illustre forgiatore di armi molto potenti. Costui era talmente famoso da forgiare armi anche per i più nobili Samurai della regione, essendo in quei tempi scoppiata una feroce guerra.
Il suo grande obiettivo era quello di creare una spada perfetta, nata per distruggere e per non essere distrutta, una Katana leggendaria, che sarebbe stata tramandata per generazioni. Essa fu forgiata secondo una tecnica innovativa, che consisteva nella sovrapposizione di più strati di metallo, battuti in una sola lama, in modo tale da conferire alla spada una resistenza eccezionale anche sotto l'urto di colpi talmente forti da risultare letali per altre spade.
Lunghissima e maneggevole, con la tipica elsa circolare propria delle spade dei Samurai, divenne un mito per coloro che la maneggiavano, riuscendo a perforare anche le più coriacee tra le armature.
Tuttavia, quando tutte le guerre tra i feudi cessarono e l'ordine dei Samurai andò estinguendosi, la Spada Masamune tornò nelle mani della famiglia del fabbro che l'aveva creata, dopo aver conquistato il titolo di "Katana Divina".
Al giorno d'oggi non si sa più nulla di quella Spada che ha reso invincibili molti Samurai: alcune voci dicono che i posteri di quel grande fabbro, padre dell'arma, ne detengano ancora il possesso e tolgano al mondo la visione della Katana.

## Spade

### Honjo Masamune
La Honjo Masamune fu la spada simbolo dello Shōgunato durante il periodo Edo. È una delle più famose spade create da Masamune ed è tuttora considerata tra le migliori spade mai create in Giappone. Seppur considerata uno dei Tesori Nazionali del Giappone (Kokuhô), la spada scomparve poco dopo la seconda guerra mondiale.
La storia dell'arma è alquanto travagliata. Nel Sedicesimo Secolo Honjo "Echizen no kami" Shigenaga (本庄越前守重長) generale di Uesugi Kenshin, fu attaccato da Umanosuke, che brandiva una katana forgiata da Masamune. La spada spaccò a metà l'elmo di Shigenaga, che però riuscì a sopravvivere e a vincere lo scontro, conquistando la spada come premio al vincitore; in seguito a questo fatto, la spada prese il nome di Honjo Masamune. La lama era stata intaccata dalla battaglia, ma era ancora perfettamente utilizzabile. Quando le fortune di Shigenaga si dissolsero, il generale fu costretto a vendere la spada per la ridicola cifra di tredici monete d'oro. La spada passò più volte di mano, fino al suo ultimo proprietario noto, Tokugawa Iemasa (徳川家正), che la conservò fino al 1945.
A seguito della sconfitta del Giappone nella Seconda guerra mondiale gli alleati ordinarono la confisca di tutte le armi detenute dai giapponesi; Tokugawa Iemasa, obbedendo all'ingiunzione, avrebbe consegnato alcune spade a una stazione di polizia a Mejiro nel dicembre 1945 e pare che tra di esse ci fosse anche la leggendaria Masamune. Il 18 gennaio 1946, la polizia consegnò le spade al Sergente Coldy Bimore del Settimo Cavalleria degli Stati Uniti, anche se in realtà non vi è certezza della correttezza di questo nome. Potrebbe infatti essere un nome erroneamente trascritto dall'inglese al giapponese sul verbale di consegna del materiale requisito. Da allora della spada si è persa ogni traccia anche se sembra probabile che sia potuta arrivare negli Stati Uniti insieme a molti altri souvenir di guerra, pratica comune per i veterani in quel periodo.

## La Masamune nella cultura di massa
- Masamune è anche il nome di un rasoio di sicurezza prodotto in Portogallo dalla Tatara.
- La Masamune è una delle più celebri armi da taglio presenti nella serie Final Fantasy ed è presente in tutti i capitoli originali. Gli appassionati di questo gioco di ruolo ricordano in particolare il fatto che fosse la lunghissima arma usata dall'antagonista principale del settimo capitolo, Sephiroth. Anche in altri giochi sviluppati dalla Squaresoft è parte dell'inventario disponibile ai giocatori: in Chrono Trigger, la Masamune è l'arma principale di Frog, uno dei personaggi giocabili; in Secret of Mana è ottenibile grazie a un oggetto dato dal sovrano di Tasnia; nella serie Kingdom Hearts presta le proprie fattezze per il design di due Keyblade.
- Nel gioco RPG per GameCube Baten Kaitos: Le Ali Eterne e L'oceano Perduto, la spada Masamune è una carta magnus utilizzabile da Kalas, di elemento oscurità.
- La Masamune è anche una spada selezionabile per Heishiro Mitsurugi in Soulcalibur III.
- La Masamune è anche presente in Kingdom Under Fire: Circle of Doom, la brandisce il personaggio vampiro chiamato Leinhart.
- La Manamune (oggetto del MOBA League of Legends) è un chiaro riferimento a Masamune (il prefisso è cambiato da masa- a mana- in quanto questo item dà del mana aggiuntivo).
- La Masamune è un oggetto del MOBA Smite.
- La Masamune è una delle spade ottenibili nel gioco Ronin Blade.
- Nel gioco Rocket League è possibile acquistare il DLC Masamune contenente una macchina inedita.
- Nel film Highlander - L'ultimo immortale, Ramirez impugna una spada forgiata da Masamune e donatagli da quest'ultimo in occasione del suo matrimonio con la figlia. Dopo la morte di Ramirez la spada passa di mano a Connor McLeod che la userà anche nella battaglia finale contro Kurgan. In questo film il periodo in cui visse Masamune viene spostato indietro nel tempo di circa 1500 anni.
- La spada forgiata da Masamune si trova nel film d'animazione Scooby-Doo e la spada del Samurai, sotto il nome di Spada del Fato. Nello stesso film, la spada forgiata da Muramasa prende il nome di Spada Oscura. La storia, ovviamente, è molto differente dalle leggende originali.
- Nel quinto episodio della serie Le avventure di Lupin III, Goemon parla della spada Masamune, ma erroneamente le attribuisce la capacità di tagliare le foglie (proprietà riferibili alle spade forgiate da Muramasa).
- Nell'anime e manga Soul Eater, Masamune è il nome del fratello di Tsubaki.
- Nel gioco Brave Frontier RPG è presente una sfera dello stesso nome della spada; anche la Muramasa è presente, ma la prima è più forte, aumentando i parametri Attacco e Difesa del 75% per i primi due turni, mentre l'ultima aumenta solo l'Attacco del portatore del 50% per lo stesso numero di turni.
- Nel videogioco Nier: Automata, Masamune è il nome di un fabbro, l'unico capace di potenziare le armi al grado massimo.
- La Masamune è un'arma corpo a corpo sbloccabile nel videogioco Hitman.
- La Masamune in Call of duty Black Ops 3 nella mappa Zestubou no Shiba è la versione potenziata dell'arma speciale KT-4.
- Nella modalità multiplayer del videogioco Ghost of Tsushima è presente una spada, di rarità leggendaria, chiamata: “Punta di Masamune”.
- Honjo Masamune è protagonista del romanzo di avventura "Come l'alta marea"  di Clive Cussler (Graham Brown) edito in Italia da Longanesi nel 2021